# Mariano Querol (psiquiatra)
Mariano Antonio Juan Querol de Lambarri (Lima, 19 de agosto de 1925-21 de mayo de 2022) fue un médico psiquiatra de reconocido prestigio en el Perú.

## Reseña biográfica
Querol estudió en la Universidad Nacional Mayor de San Marcos y se recibió de médico en 1948. Posteriormente cumplió con el residentado médico psiquiátrico en diversas clínicas universitarias de Madrid, París y Viena.
A su regreso a Perú, Querol inició su carrera profesional en el Pabellón N.º 18 del Hospital Víctor Larco Herrera, donde fue recibido favorablemente por el destacado psiquiatra Honorio Delgado, entonces jefe del Pabellón N.º 2. Querol desarrolló su labor en el hospital durante las décadas de 1950 y 1960, período en el que la institución estuvo bajo la dirección de Juan Francisco Valega. En el transcurso de su ejercicio profesional, promovió el uso del tratamiento electroconvulsivo y fue impulsor de la implementación de un laboratorio de electroencefalografía en el hospital.
Se doctoró en Medicina en 1963, con la tesis "El electroencefalograma y la altura", en la Universidad Peruana Cayetano Heredia, de la que fue fundador, docente y profesor emérito. En 1991 y 1992 fue director general de Salud Mental del Ministerio de Salud del Perú. 
Ha publicado numerosos trabajos sobre problemas sociales, psiquiátricos y universitarios, particularmente en torno a la violencia, las drogas psicoactivas, la sexualidad, la bioética y la ecología, enfatizando la integración psicológica, biológica, social, ecológica y espiritual del ser humano. Su orientación polifacética lo llevó a aparecer en la película "Sonata Soledad", del director peruano Armando Robles Godoy (1987), y en la obra de teatro "El psiquiatra y la bailarina" (2010). Actualmente, gran parte de su biblioteca personal se custodia en la Biblioteca Enrique Encinas del Hospital Víctor Larco Herrera bajo el rótulo de "Colección Mariano Querol".
En junio de 1992 fue secuestrado por un grupo de delincuentes, siendo liberado ileso a las pocas semanas. Producto de esa experiencia publicó el libro "Memoria del cautiverio", en 1997.

## Publicaciones
- El electroencefalograma y la altura: Estudio en torno a las relaciones entre el electroencefalograma, la altura sobre el nivel del mar y el medio interno [Tesis para optar el grado de Doctor en Medicina] (1963).
- El hombre dialéctico (1980).
- Memoria del cautiverio: Reflexiones sobre una experiencia límite (1997).
- La libertad de ser, ¿la libertad o las libertades? (2007).
- El hombre, agente y parte de la degradación ecológica y recurso del desarrollo sustentable (2003).

## Distinciones
- Condecorado por el Colegio Médico del Perú por servicios distinguidos a la Nación (1997).
- Nombrado Académico Honorario de la Academia Peruana de Salud (1999).